# Ferdinand Adams
Ferdinand Eloy Adams (* 3. Mai 1903 in Anderlecht; † 25. Dezember 1985 ebenda) war ein belgischer Fußballspieler und -trainer.

## Karriere

### Verein
Adams spielte während seiner aktiven Laufbahn von 1919 bis 1934 ausschließlich für den RSC Anderlecht. Mit Ausnahme der Saison 1921/22 war er zwischen 1921 und 1929 stets bester Torschütze des RSC, der in den 1920er Jahren eine Fahrstuhlmannschaft zwischen der ersten und zweiten Spielklasse war. 1933 beendete Adams seine Karriere nach einer Reihe von Muskelverletzungen. Mit 232 Toren in 284 Spielen steht er an dritter Stelle der ewigen Torschützenliste des Klubs.

### Nationalmannschaft
Zwischen 1924 und 1930 bestritt Adams 23 Länderspiele für die Belgische Fußballnationalmannschaft, in denen er neun Tore erzielte.
Anlässlich der ersten Fußball-Weltmeisterschaft 1930 in Uruguay wurde er in den  belgischen Kader berufen. Belgien verlor die Gruppenspiele mit 0:3 gegen die Vereinigten Staaten und mit 0:1 gegen Paraguay. In beiden Partien stand Adams in der Startaufstellung. Nach der Weltmeisterschaft wurde er nicht mehr für die Nationalmannschaft berücksichtigt.

### Trainerkarriere
Nachdem er bereits Anfang der 1930er Jahre als Spielertrainer bei Anderlecht fungiert hatte, übernahm er nach Ende seiner Spielerkarriere Stade Löwen. 1940 kehrte er nach Anderlecht zurück, wo er als Trainer der ersten Mannschaft und als Jugendtrainer tätig war. Von 1945 bis 1947 trainierte er den Anderlechter Lokalrivalen Royal Daring Club, bei dem zu dieser Zeit der spätere Nationaltrainer Belgiens Raymond Goethals im Tor stand. Es folgten Engagements in La Louvière bei URS du Center und Uccle Sport.

## Erfolge
- Torschützenkönig der 2. Belgischen Division: 1921, 1924, 1927 und 1929